# Begonia obliquifolia
Espèce
Begonia obliquifolia est une espèce de plantes de la famille des Begoniaceae qui fait partie de la section Coelocentrum. Ce bégonia est originaire de Chine. L'espèce a été décrite en 1999 par Shu Hua Huang (1938-) et Yu Min Shui.

## Répartition géographique
Cette espèce est originaire du pays suivant : Chine (Yunnan).

## Classification
Cette espèce a été décrite en 1999 par les botanistes chinois Shu Hua Huang et Yu Min Shui. L'épithète spécifique obliquifolia signifie « à feuilles obliques ».
Begonia obliquifolia fait partie de la section Coelocentrum du genre Begonia, famille des Begoniaceae.